# Henri-Achille Zo
Ne doit pas être confondu avec son père, Achille Zo.
Pour les articles homonymes, voir Zo.

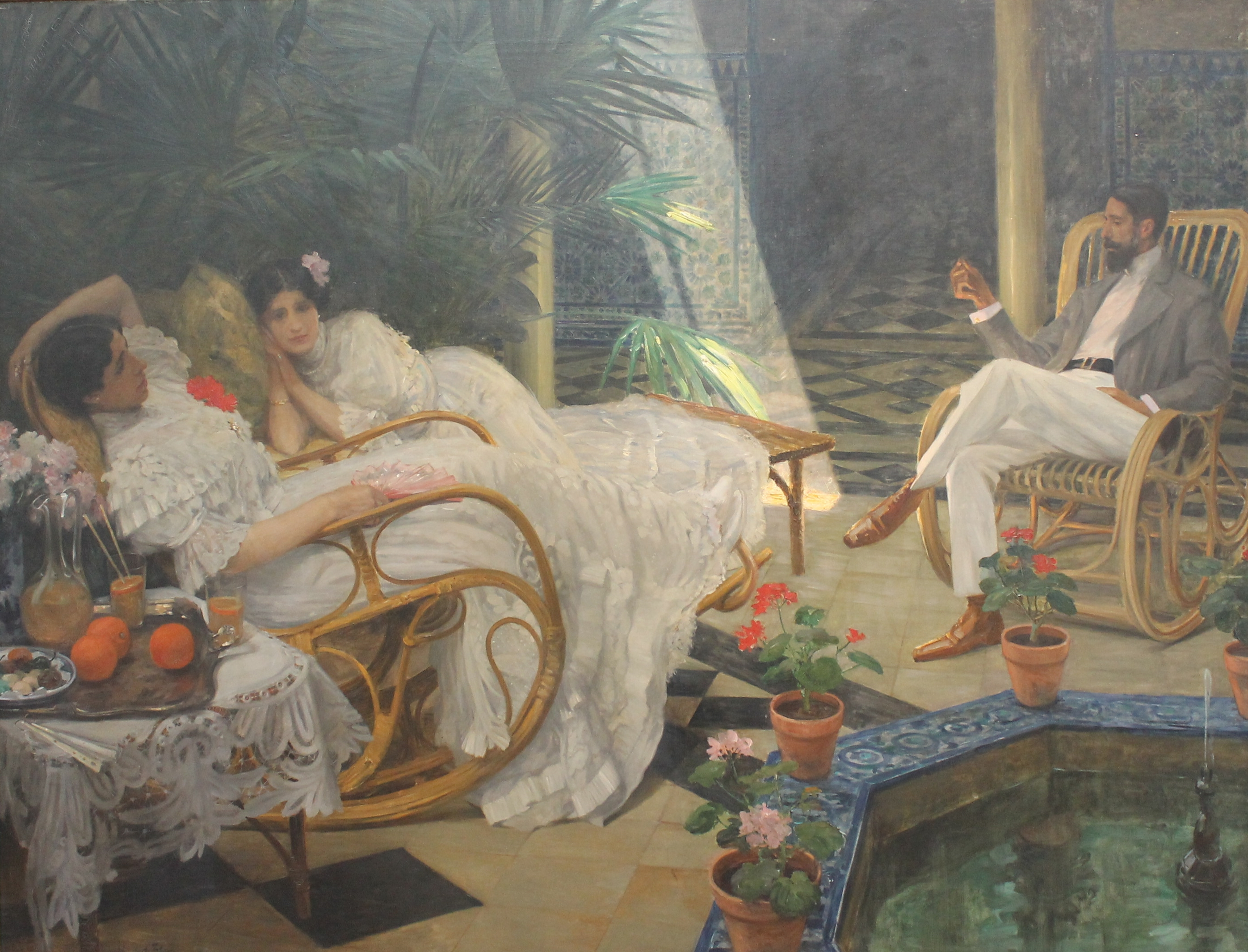
Le patio (1908), de Henri Achille Zo. Huile sur toile. Musée des beaux-arts de Pau.

Henri-Achille Zo est un peintre et illustrateur français, né à Bayonne le 2 décembre 1873,, et mort à Onesse-Laharie le 9 septembre 1933.
Il signe parfois ses dessins sous le nom d'Henri Zo.

## Biographie

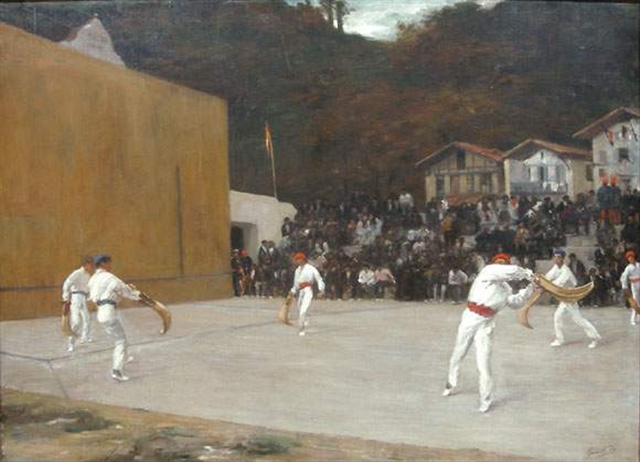
La Pelote basque à Pasajes de San Juan, localisation inconnue.

Henri-Achille Zo est d'abord l'élève de son père Achille Zo, qui dirigeait l'école des beaux-arts de Bordeaux, puis est admis en 1894 dans les ateliers des peintres Léon Bonnat et Albert Maignan à l'École des beaux-arts de Paris.
Avec son père, qui fut le co-initiateur de l'école de Bayonne, il partage une thématique commune : des scènes d'Espagne et de tauromachies.
Il obtient une médaille d'argent à l'Exposition universelle de 1900 et l’État lui octroie une bourse de voyage en 1901. Il expose au Salon des artistes français à partir de 1897 et remporte le prix national en 1905. Il expose régulièrement des œuvres à la Société des amis des arts de Bordeaux de 1896 à 1934.
Il travaille à Paris aux peintures du théâtre national de l'Opéra-Comique, à celles de la chapelle Notre-Dame-de-Consolation construite en hommage aux victimes de l'incendie du Bazar de la Charité, et devient professeur à l'Académie Julian à Paris. 
En 1903, il reçoit le prix Rosa Bonheur, puis le prix Trémont décerné par l'Institut. Il est nommé chevalier de la Légion d'honneur en 1910, sous le parrainage de son maître Léon Bonnat. 
Il a illustré le Ramuntcho de Pierre Loti et les Nouvelles Impressions d'Afrique de Raymond Roussel (1932).
Henri-Achille Zo est mort le 9 septembre 1933 dans un accident de la route près d'Onesse-Laharie.

## Distinctions
- Chevalier de la Légion d'honneur (1910)

## Œuvres dans les collections publiques
- Bayonne, musée basque et de l'histoire de Bayonne : Fin de corrida aux arènes de Bayonne, 1894, huile sur toile ;
- Bayonne, musée Bonnat-Helleu : Léon Bonnat et ses élèves basques et béarnais, 1913, trois huiles sur toiles formant triptyque sur le mur du patio.
- Cahors, musée Henri-Martin : L'Idole, 1903, huile sur toile ;
- Paris :
  - École nationale supérieure des beaux-arts : Ulysse chez Laërte, 1896, huile sur toile ;
  - musée d'Orsay : L'Aguadora à Séville, 1904, huile sur toile ;
- Pau, musée des beaux-arts :
  - Le Patio, 1907, huile sur toile ;
  - Paul Michel Dupuy, 1914, huile sur toile.

## Ouvrages illustrés

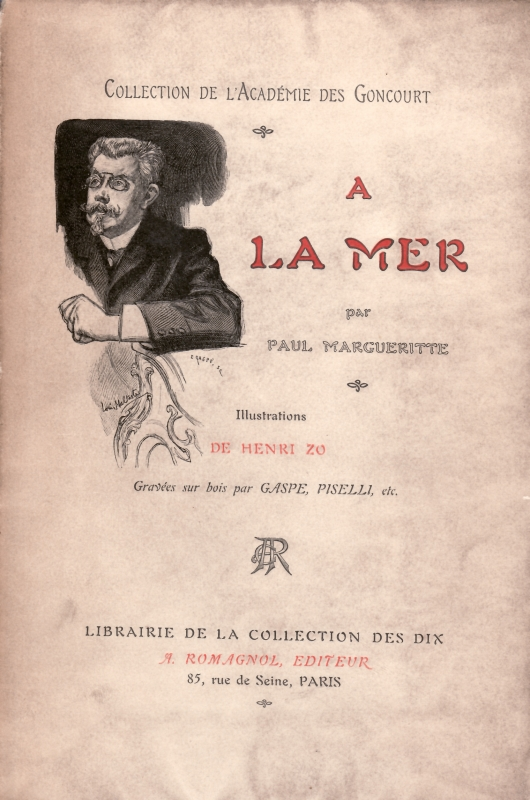
Illustration pour À la mer de Paul Margueritte (1906).

- Charlotte Chabrier-Rieder, Les enfants du Luxembourg, ornée de 46 vignettes par Henri Zo, Paris, Librairie Hachette et Cie, 1903.
- Jules Clarétie, La Cigarette, avec 29 illustrations, Paris, Éditions A. Girard, 1906.
- Paul Margueritte, À la mer, illustrations d'Henri Zo gravées sur bois par Gaspé, Piselli, etc., Paris, Librairie de la collection des dix / A. Romagnol, 1906.
- Pierre Loti, Ramuntcho, suivi de Aziyadé, coll. « Grands romans complets illustrés », Paris, Pierre Lafitte, 1923.
- Raymond Roussel, Nouvelles impressions d'Afrique [suivi de] L'âme de Victor Hugo, orné de cinquante-neuf dessins signés H.-A. Zo, Paris, Alphonse Lemerre, 1932.